# Каламита
Калами́та (лат. Calamita, ср.-греч. Καλαμήτα) — средневековая византийская крепость, остатки которой расположены вблизи устья речки Чёрной (Инкерман), на плато, в юго-западной части Монастырской скалы. Ныне сохранились только руины отдельных башен и других фортификационных сооружений. Топоним «Каламита» переводится различным образом: на новогреческом языке — это «красивый мыс», древнегреческом — «камышовая», хотя существуют и другие толкования. Крепость является структурным подразделением Государственного историко-археологического музея-заповедника «Херсонес Таврический».

## История
В VI веке, как и в других местах Горного Крыма, здесь комплектуется византийское укрепление гарнизоном из местных жителей. Крепость предназначалась для защиты с севера главного города византийцев в Таврике — Херсонеса. Она также служила и укрытием для местного населения от набегов кочевников. Тогда твердыня состояла из четырёх башен. Вероятно, из-за появления хазар в Крыму крепость прекращает существование.
В XII-XIV веках крепость называлась «Газарии» или «Каламира». Название «Каламита» впервые стало известно из морских карт генуэзцев XIV-XV веков. В 1427 году мангупский князь Алексей Старший восстановил крепость, которая должна была защищать порт княжества Авлиту. Лауро Квирини в письме папе Николаю V от 15 июля 1453 года среди самых значительных городов Эвксинского Понта назаывал и Каламиту
Вероятно, в это же время в толще Монастырской скалы был основан пещерный христианский скит. Один из трёх его входов был расположен в нижней части скалы. От него вперёд и вверх шёл коридор-тоннель, в правой стене которого вырублены окна и две балконные двери, в левой стене — по ходу коридора расположен ряд помещений: склепы-костницы, проходная комната с лестницей, ведущими на верхний ярус с кельями и колокольней, три пещерные церкви. Помимо описанного скита в скалах Инкермана обнаружено ещё восемь христианских пещерных скитов и двадцать семь пещерных церквей.
Крепость Каламита и поселение, расположенное под её стенами, были значительным перевалочным пунктом в торговле юга с севером. Поэтому генуэзцы считали Каламиту опасным конкурентом для собственного порта, расположенного в Чембало (нынешняя Балаклава). Они неоднократно нападали на крепость феодоритов и даже захватили и сожгли её в 1434 году. Феодоро отбило и восстановило Каламиту, но в 1475 году крепость захватили турки и переименовали в Инкерман, а в конце XVI — начале XVII веков перестроили оборонительные стены и башни, приспособив их для использования огнестрельного оружия.
Турки значительно перестроили крепость и переименовали её. Новое название — Инкерман («пещерная крепость») крепость получила за большое количество пещер, расположенных вокруг. Пещеры эти были в основном искусственные, образованные в результате добычи белого камня. Стены были сделаны вдвое толще (с внешней стороны), полубашни также усилили и закрыли с тыльной стороны, вырубили сухой ров, построили барбакан. Над тоннелем ворот был построен артиллерийский каземат.
В XVII веке, по свидетельству Эвлия Челеби, в крепости было 10 домов, но люди там не жили:
В XVII веке через Каламитский порт происходит оживленная торговля, о чём известно из сообщения священника Иакова, который был в Крыму 1634—1635 годах в составе русского посольства. Он писал, что в Инкермане живут люди многих национальностей и что к городку с моря приходят корабли из разных стран.
До середины XVIII века крепость и порт Каламита потеряли военное и торговое значение. После присоединения Крыма к России был возрожден средневековый скит и освящён во имя святого Климента.
В начале XX век на вершине Монастырской скалы была сооружена церковь святого Николая, Чудотворца Мирликийского. Храм был построен в память о Крымской войне. До настоящего времени не сохранился.

## Описание
Крепость состояла из шести башен, соединенных четырьмя куртинами, три из которых не сохранились. Была построена из бутового камня и блоков известнякового раствора. Толщина стен укреплений составляла от 1,2 до 4 метров, а высота башен 12 метров. Общая длина сооружения — 234 метра, а площадь около 1 500 м2.
Нынешняя Каламита — это полуразрушенные башни и остатки стен, неглубокий каменный ров с пещерами-казематами и большой деревянный крест на месте, где некогда стояла церковь. Под крепостью — пещерный монастырь. Всё это с одной стороны, под горой, опоясывающей железнодорожную насыпь, а с другой — глубокий карьер.
Скала, на которой стоят остатки крепости, ныне называется Монастырской. Крепостная ограда ограничивает крайнюю часть скалы с тех сторон, где она доступна для пешеходов. А со стороны обрыва подняться на склон невозможно, поэтому здесь укреплений нет.
Дорога к крепости проходит через тоннель под железнодорожной насыпью. Далее она через старинное кладбище стремительно карабкается вверх и упирается в надвратную башню, стоящую на краю многометрового обрыва. Следующая башня (№ 2) стоит за 12 метров от надвратной. От неё начинается высеченный в камне сухой ров-ловушка с пещерами, которые выполняли функции своеобразных дотов.
Башня № 3 угловая, поэтому она очень мощная и имеет размеры 12 × 13 м в плане. Особенности её конструкции трудно понять, ведь башня очень разрушена (почти полностью). Башня выступает вперед за линию стен и должна была фланкировать ров.
Башня № 4 сохранилась лучше всего, поэтому она наиболее интересна. Вынесенная за ров, эта башня выполняла функции барбакана и была фактически самостоятельным сооружением крепостной стены. С основной оградой её соединяла стена, проложенная поперек рва. По верху этой стены воины могли переходить из башни в крепость и обратно. В XVIII веке в башне № 4 содержалась тюрьма. Раньше было ещё две башни, но от них осталось немного.
На территории Каламиты также есть остатки (фактически только фундаменты) средневекового христианского храма. Строили его феодориты, кто разрушил — неизвестно, предположительно турки-османы.
Между барбаканом и следующей за ним башней, перед рвом, находится небольшое кладбище XIX—XX веков. Сохранилось два памятника:
- один из них — гранитный обелиск. На нём надпись: «Медведев М. Т., борт-механик, погиб на славном посту 14 июля 1938 года» и изображения пропеллера.
- другой — бетонное надгробие, на котором всегда свежие цветы. Надпись: «Пулеметчику Дмитриченко, геройски погибшему 2 мая 1942 года, прикрывая отход раненых, женщин и детей».

## Исследования
В период существования крепости её описывали Мартин Броневский, Иаков Лызлов, Эвлия Челеби, Иван Батурин. Позднее крепость обследовали, проводили археологические исследования А. Л. Бертье-Делагард, В. П. Бабенчиков, Е. В. Веймарн, Е. И. Лопушинская, О. Я. Савеля, В. Ф. Филиппенко, Е. В. Неделькин.